# سوارا نظرخان
سورا نظرخان (ازبکی: Sevara Nazarxon, Севара Назархон) خواننده، ترانه‌سرا و نوازنده‌ی ازبک است. سبک او موسیقی عامیانه و معاصر ازبکستان است. نظرخان به شهرت جهانی دست یافته و با هنرمندان برجستهٔ بین‌المللی همکاری داشته‌است. در سال ۲۰۰۴، نظرخان جایزهٔ موسیقی ملل رادیو بی‌بی‌سی ۳ را در بخش «بهترین هنرمند آسیایی» دریافت کرد.

## فعالیت هنری
نظرخان فعالیت خود را به عنوان خوانندهٔ سولو از سال ۲۰۰۰ آغاز کرد. در سال ۲۰۰۳، او آلبوم خود را با نام Yoʻl boʻlsin توسط شرکت بریتانیایی ریل ورلد رکوردز منتشر کرد. این آلبوم توسط تهیه‌کنندهٔ فرانسوی هکتور زازو تأمین مالی شده‌است. پس از انتشار، او با گروه خود تورهای گسترده‌ای در اروپا و آسیا برگزار کرد. او همچنین در تور پیتر گابریل به نام Growing Up در سال ۲۰۰۴ نقش حمایتی بر عهده داشت.
در سال ۲۰۰۴، سورا آلبوم Goʻzal dem را که مجموعه‌ای از آهنگ‌های محلی بود، در نسخه‌ای محدود ضبط کرد. در سال ۲۰۰۷، ریل ورلد رکوردز آلبوم سن را منتشر کرد که بیشتر موسیقی آن آلبوم توسط سورا ساخته شده بود. او از دو تهیه‌کننده برای کار بر روی این آلبوم کمک گرفت؛ برونو الینگهام و ویکتور سولوگوب. در سال ۲۰۰۹، سوارا یک آهنگ موفق با عنوان "А Он Не Пришёл" به زبان روسی منتشر کرد که به یک موفقیت بزرگ در سراسر کشورهای مستقل مشترک المنافع تبدیل شد.
آخرین آلبوم سورا، تورتادور - مجموعه‌ای از آهنگ‌های سنتی/کلاسیک ازبکی- در ۱۱ اکتبر ۲۰۱۱ در ایالات متحده توسط شرکت ضبط موسیقی خودش، Sevaramusic منتشر شد. سورا از نوازندگان «مکتب قدیمی» برای جلسات ضبط زنده دعوت کرد. این آلبوم به صورت الکترونیکی ضبط نشده‌است.
در سال ۲۰۱۲ سوارا در نسخهٔ روسی نمایش «صدا» شرکت کرد.
سورا نظرخان در آهنگ ها/آلبوم‌های زیر حضور داشته‌است:
1. آهنگ صلح (Halla Bassam/Sevara Nazarxon) از آلبوم لالایی‌هایی از محور شیطان ;
2. در چشمان تو (پیتر گابریل)، پیتر گابریل – Growing Up زنده (2003) DVD;
3. My Secret Bliss (دوئت Iarla با Sevara Nazarxon) – سیستم صوتی AfroCelt. از آلبوم جلد ۵: آناتومیک (۲۰۰۵);
4. همه چیز از تو می‌آید (feat. ریچارد ایوانز، جوجی هیروتا، سوارا نازارکسون، سیناد اوکانر، گویو یو) – از آلبوم Big Blue Ball اثر پیتر گابریل.

## فیلم‌شناسی
| سال      | فیلم                                              | نقش         | یادداشت       |
| -------- | ------------------------------------------------- | ----------- | ------------- |
| ۲۰۰۰     | توهیر و زهره یانگی تلقین (تفسیر جدید توهر و زهره) | زهره        | موزیکال       |
| ۲۰۰. . . | مایسارا سوپر یولدوز (Maysara Superstar)           | مایسارا     | تئاتر موزیکال |
| ۲۰۱۴     | کورگیم کلادی                                      | زیودا علیوا | آواز خواندن   |

## دیسکوگرافی
- Yoʻl boʻlsin (قصد کجا کرده‌ای؟) (۲۰۰۳)
- Goʻzal dem (نگو من زیبا هستم) (۲۰۰۴)
- سن (شما) (۲۰۰۷)
- تورتادور (۲۰۱۱)
- ماریا ماگدالنا (۲۰۱۲)
- Pisma (2013)